# James Findlay (Politiker, 1770)

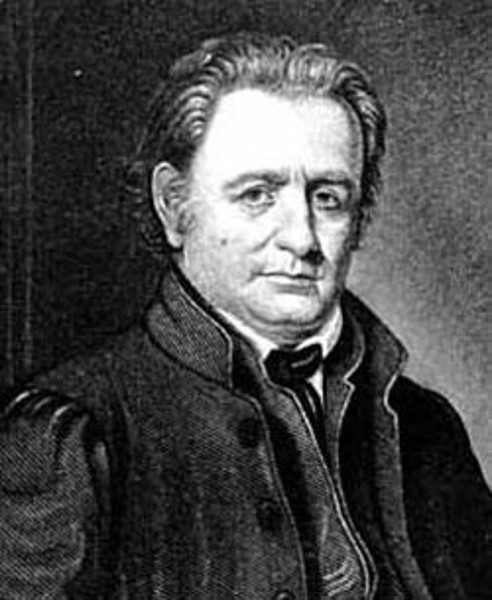
James Findlay

James Findlay (* 12. Oktober 1770 in Mercersburg, Franklin County, Province of Pennsylvania; † 28. Dezember 1835 in Cincinnati, Ohio) war ein US-amerikanischer Politiker der Demokratischen Partei. In den Jahren von 1805 bis 1806 und 1810 bis 1811 war er Bürgermeister von Cincinnati. Von 1825 bis 1833 war er Mitglied des Repräsentantenhauses der Vereinigten Staaten für den 1. Kongressdistrikt des Bundesstaates Ohio.

## Biografie
James Findlay wurde in Mercersburg als Sohn von Samuel Findlay und Jane Smith geboren. Er hatte zwei Brüder, William Findlay, der später Gouverneur von Pennsylvania wurde, und John Findlay, der später Pennsylvania im Repräsentantenhaus vertrat. Nachdem sein Vater finanzielle Rückschläge hatte hinnehmen müssen, zog er mit seiner Frau Jane Irwin 1793 nach Cincinnati in das damalige Nordwestterritorium. Gemeinsam mit dem späteren Senator John Smith wurde er schon recht bald ein einflussreicher Geschäftsmann. Von 1799 bis 1802 war er erster Vertreter des Hamilton County im Repräsentantenhaus des Nordwestterritoriums. 1802 wurde er United States Marshal für den Ohio Country. 1805 wurde er zum ersten Mal Bürgermeister von Cincinnati. Diese Amtszeit dauerte bis 1806. Von 1810 bis 1811 war er erneut Bürgermeister. Im Britisch-Amerikanischen Krieg 1812 diente er in der US Army als Colonel. 
1825 wurde er als Demokrat ins US-Repräsentantenhaus gewählt. Seine Amtszeit dauerte bis 1833, nachdem Robert Todd Lytle ihn besiegen konnte. 1834 kandidierte er erfolglos für den Gouverneursposten, Robert Lucas, der Amtsinhaber, konnte sich erwartungsgemäß durchsetzen.
Findlay starb 1835 und wurde auf dem Spring Grove Cemetery beigesetzt.